# Kotor
För andra betydelser, se Kotor (olika betydelser).
Kotor (italienska Cattaro) är en stad belägen i Kotorbukten i Montenegro. Gamla staden är en av de bäst bevarade medeltidsstäderna vid Adriatiska havet och finns tillsammans med bukten med på Unescos världsarvslista. Serber och montenegriner tillsammans utgör nästan 80% av stadens befolkning.
Staden är känd för sina stenhuggare och för målningen av ikoner.

## Geografi
Kotor ligger i en undangömd del av Kotorbukten vars infart och öar befästes under medeltiden för att förhindra fiendeinvasion från medelhavet. Kotorbukten är under fortsatt utveckling som populär turist och rekreationsattraktion i östra Medelhavet

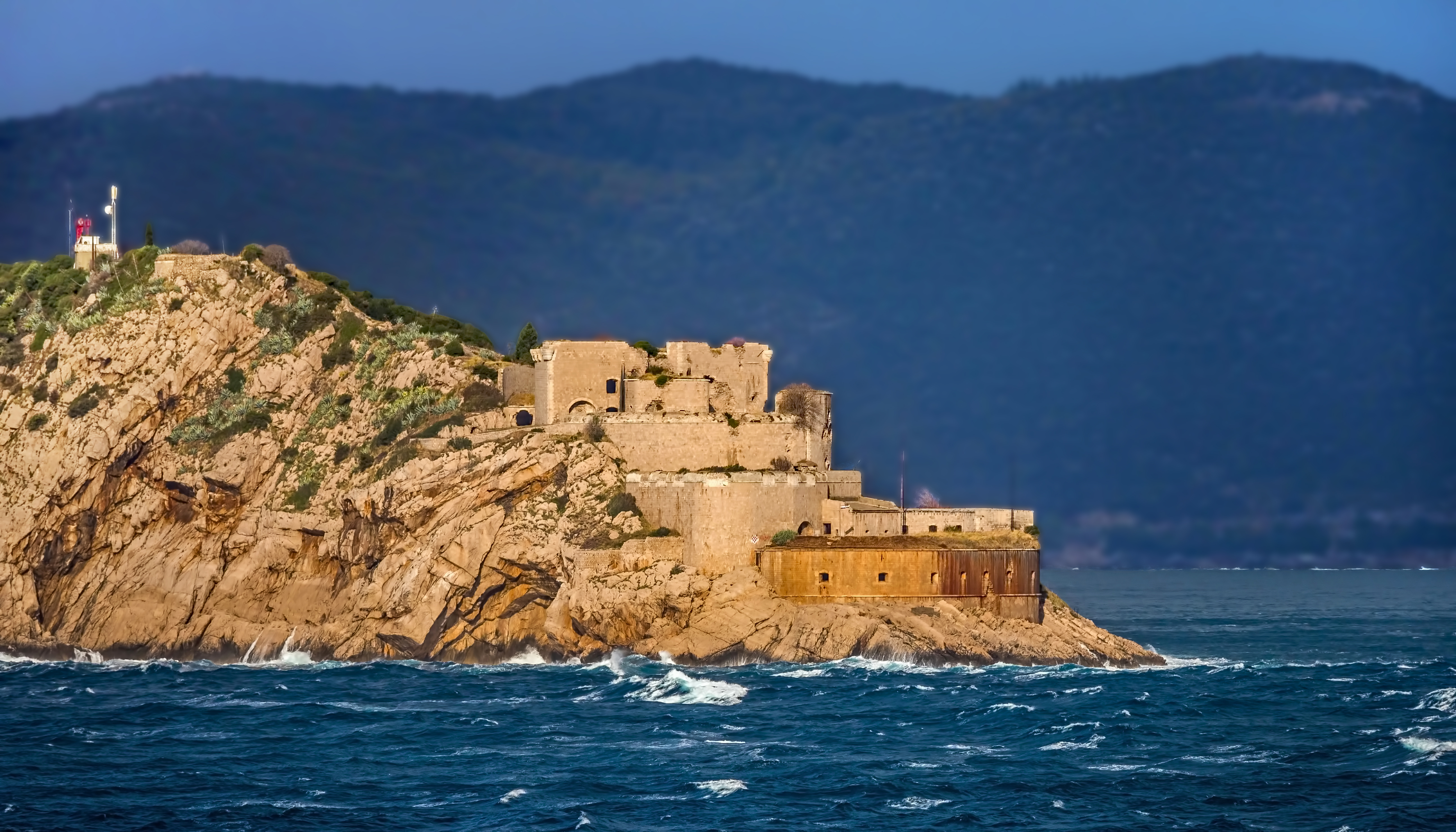
Försvarsfästning vid Kotorbuktens infart.
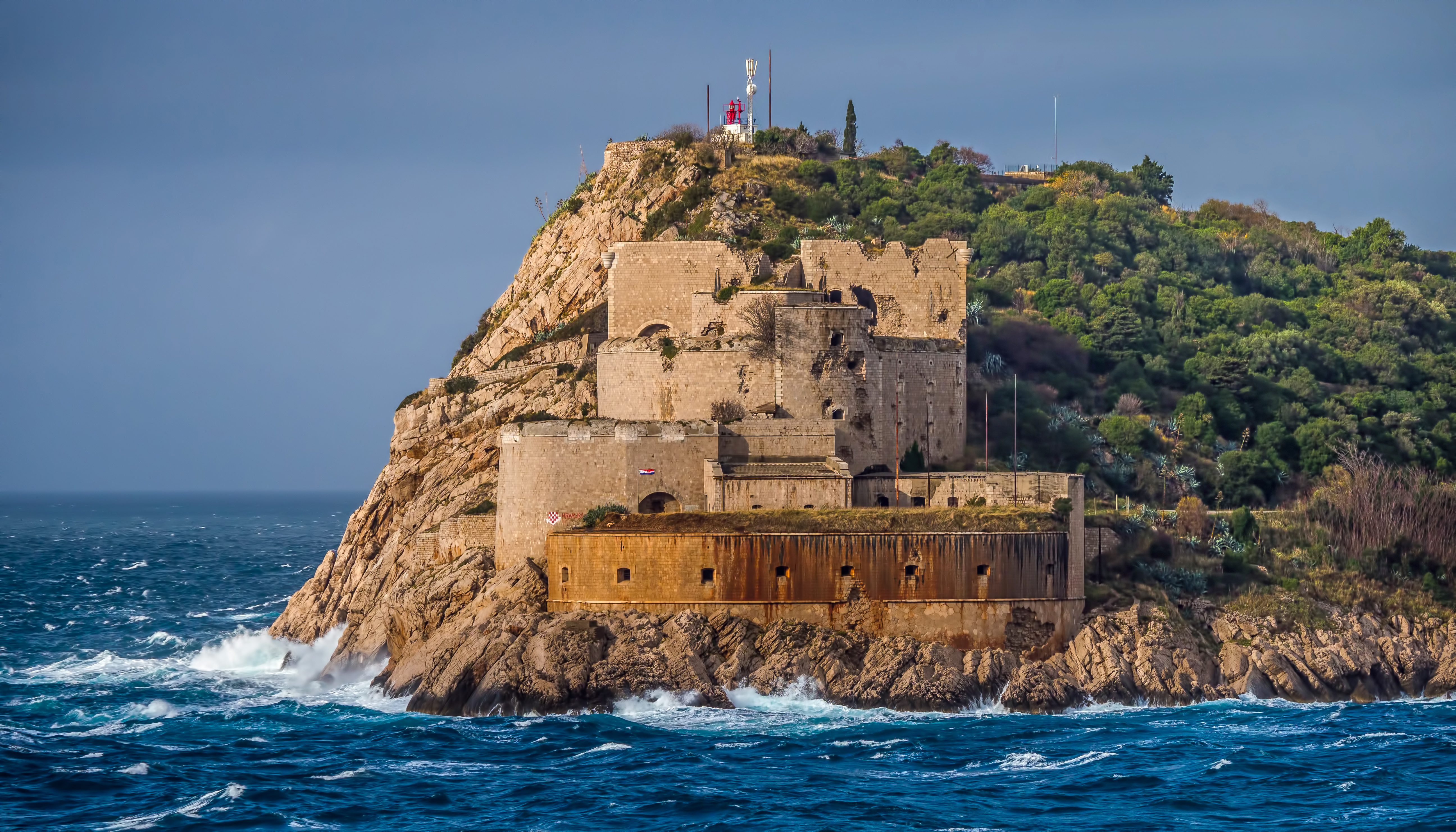
Smal infart till Kotorbukten.
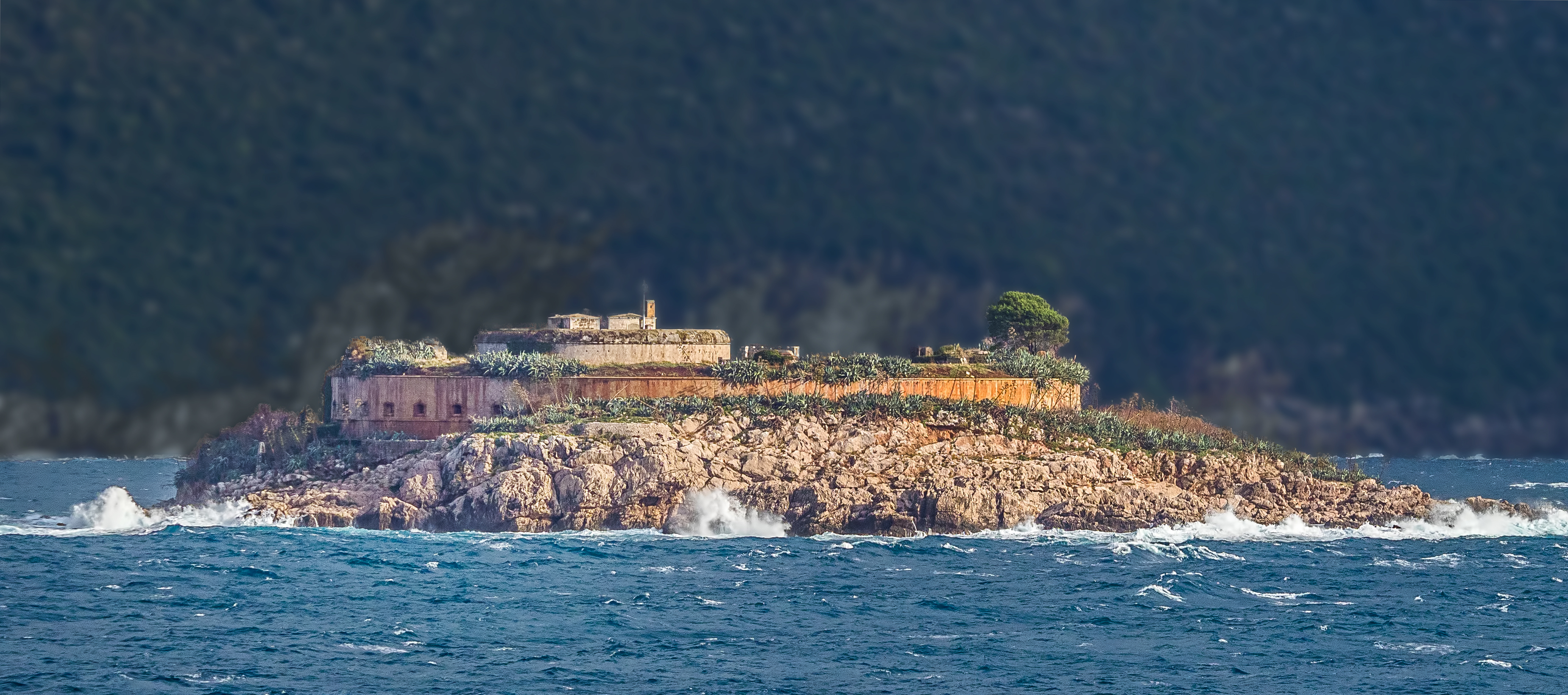
Exempel på befästa öar i Kotorbukten.
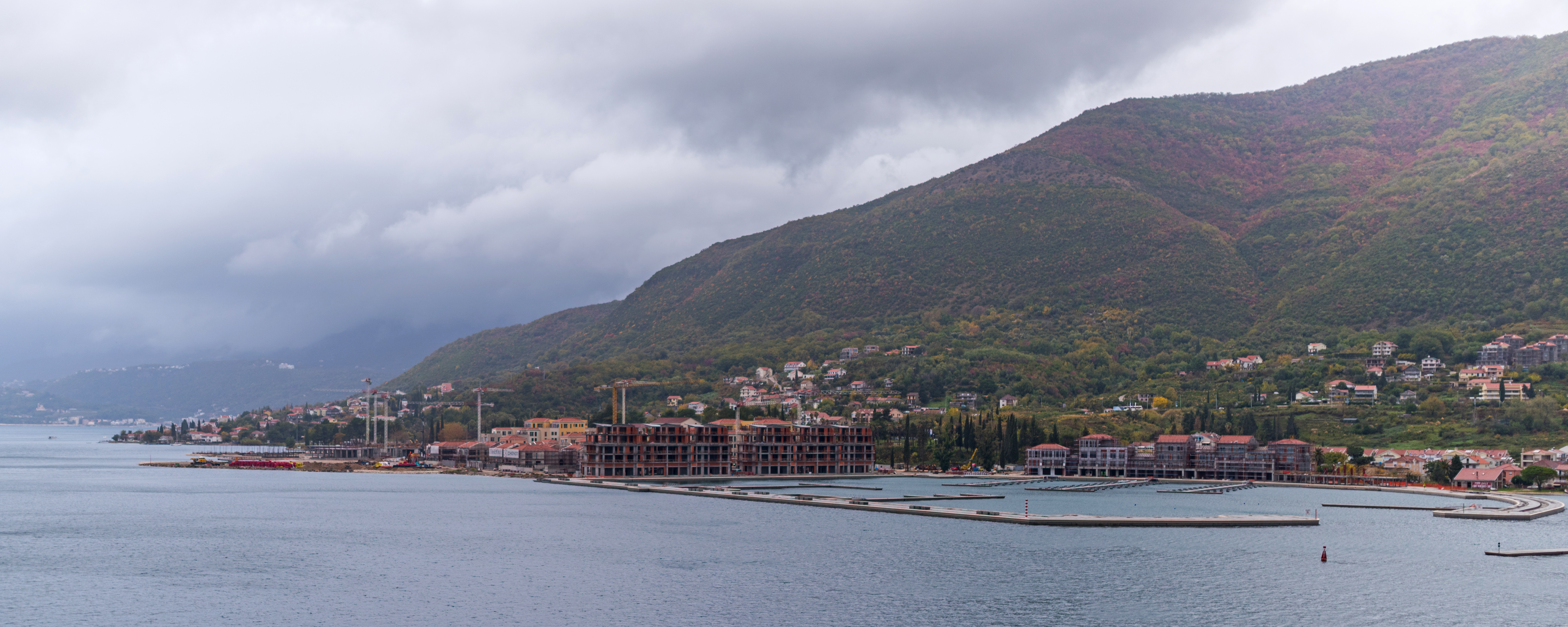
Exempel på geografi runt Kotorbukten.
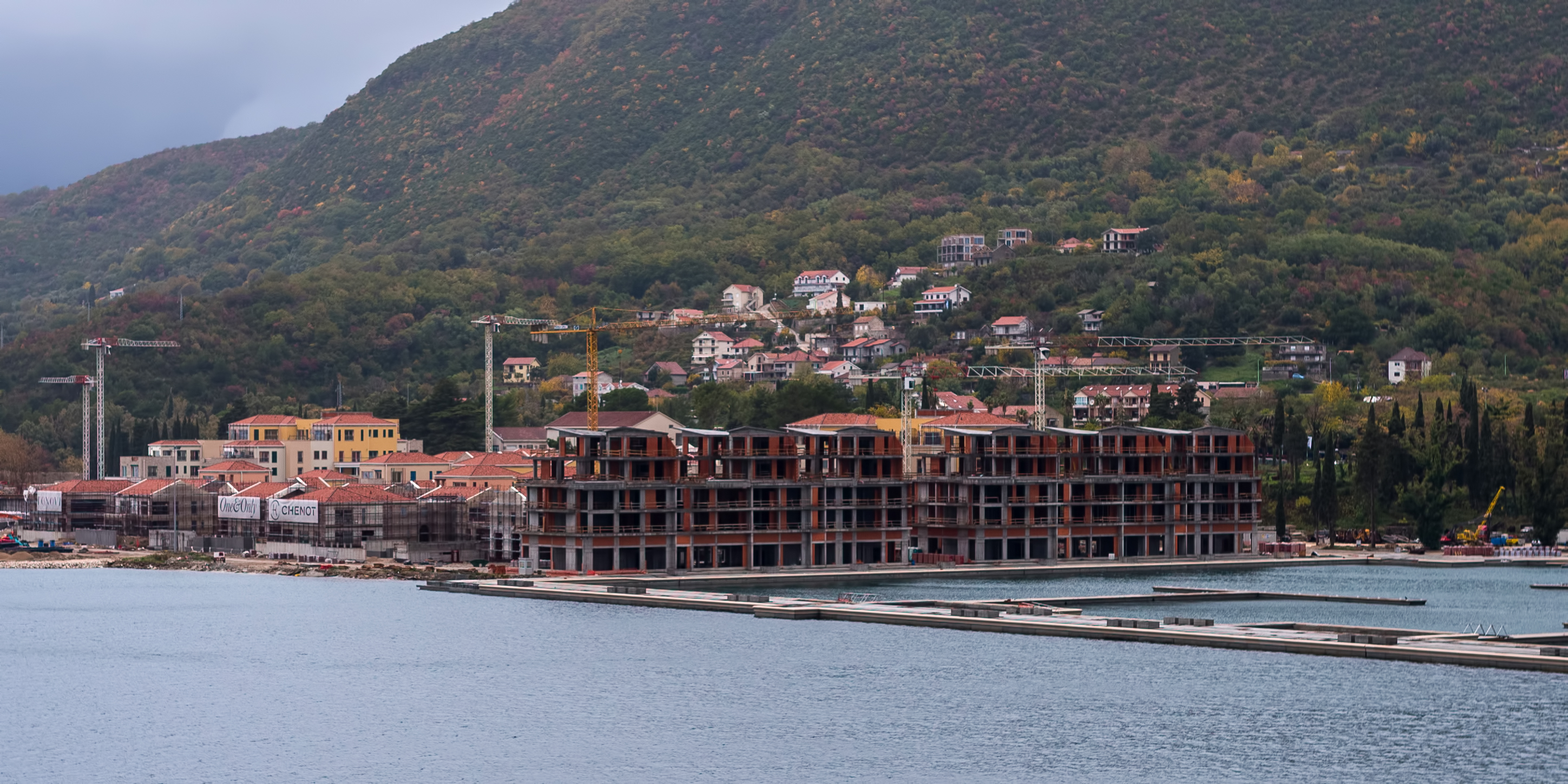
Exempel på nybyggnation i Kotorbukten.

## Historia
Regionen ingick omkring 170 f.Kr. i romerska riket. Under 1000-talet nämndes orten för första gången i en urkund och 1195 var kyrkan St. Lukas färdigställd. Kotor blev den viktigaste hamnen för regionen som regerades av huset Nemanjić. Mellan 1483 och 1687 ingick staden i osmanska riket. Året 1797 till 1805 samt 1814 till 1818 ingick Kotor i Donau-monarkin. En jordskalv förstörde stora delar av staden den 15 april 1979. Återuppbyggnaden började direkt efteråt.

## Galleri

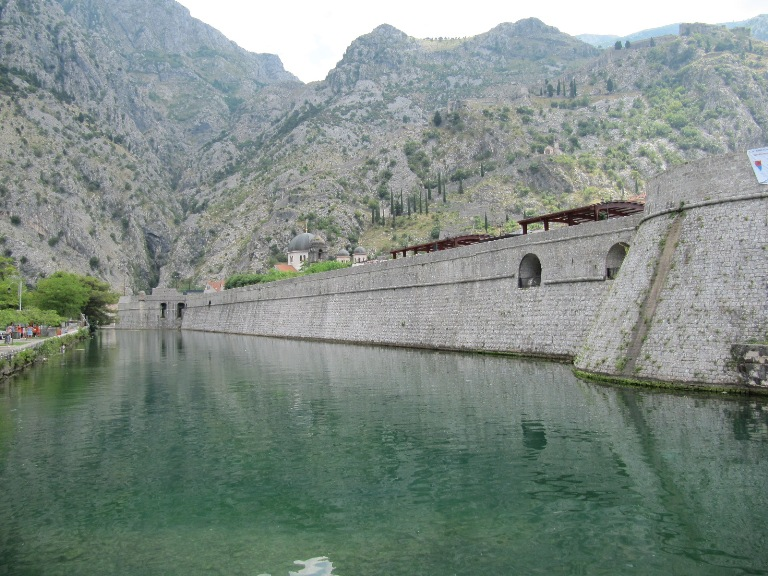
Stadsmuren runt Kotor
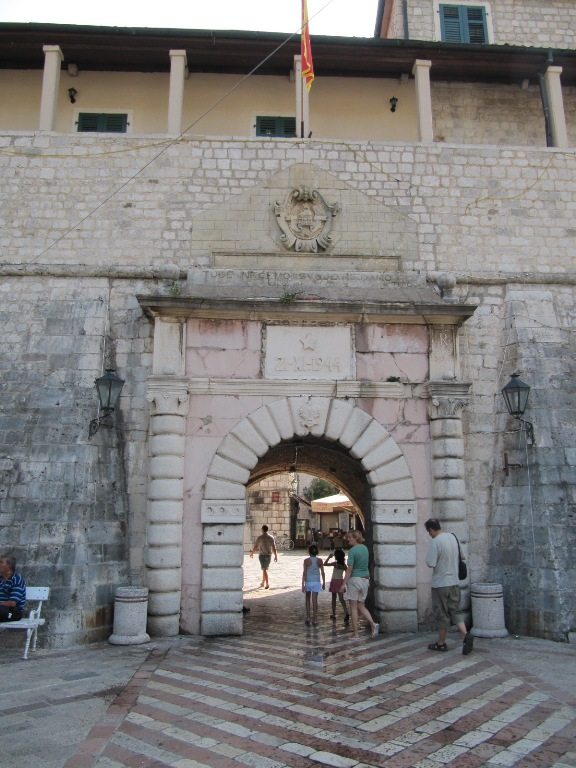
Stadsporten till Kotor
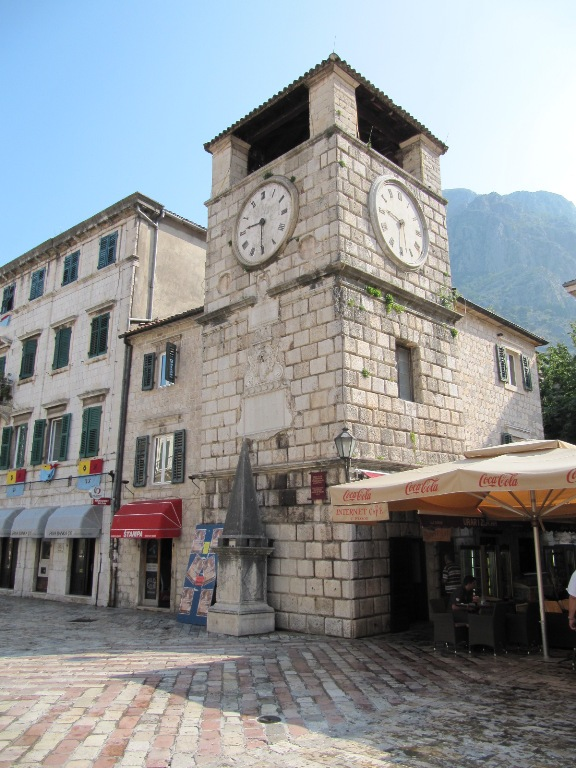
Klocktornet i staden Kotor
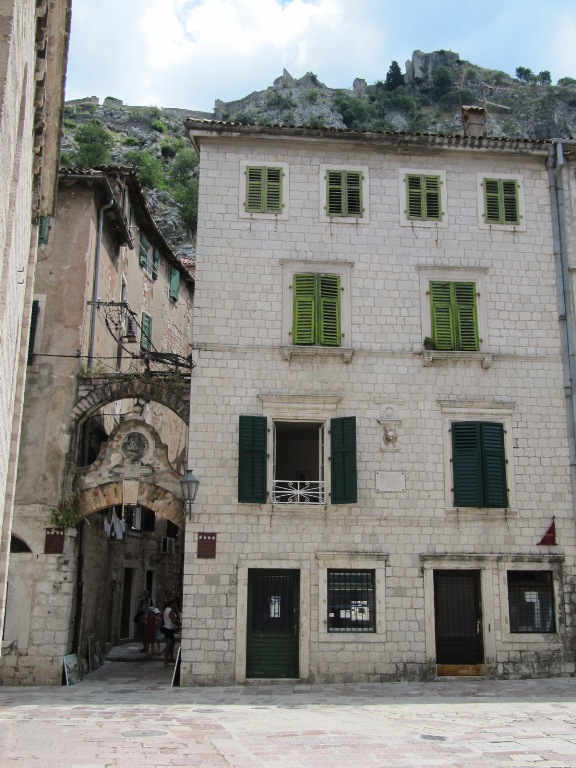
Hus i staden Kotor
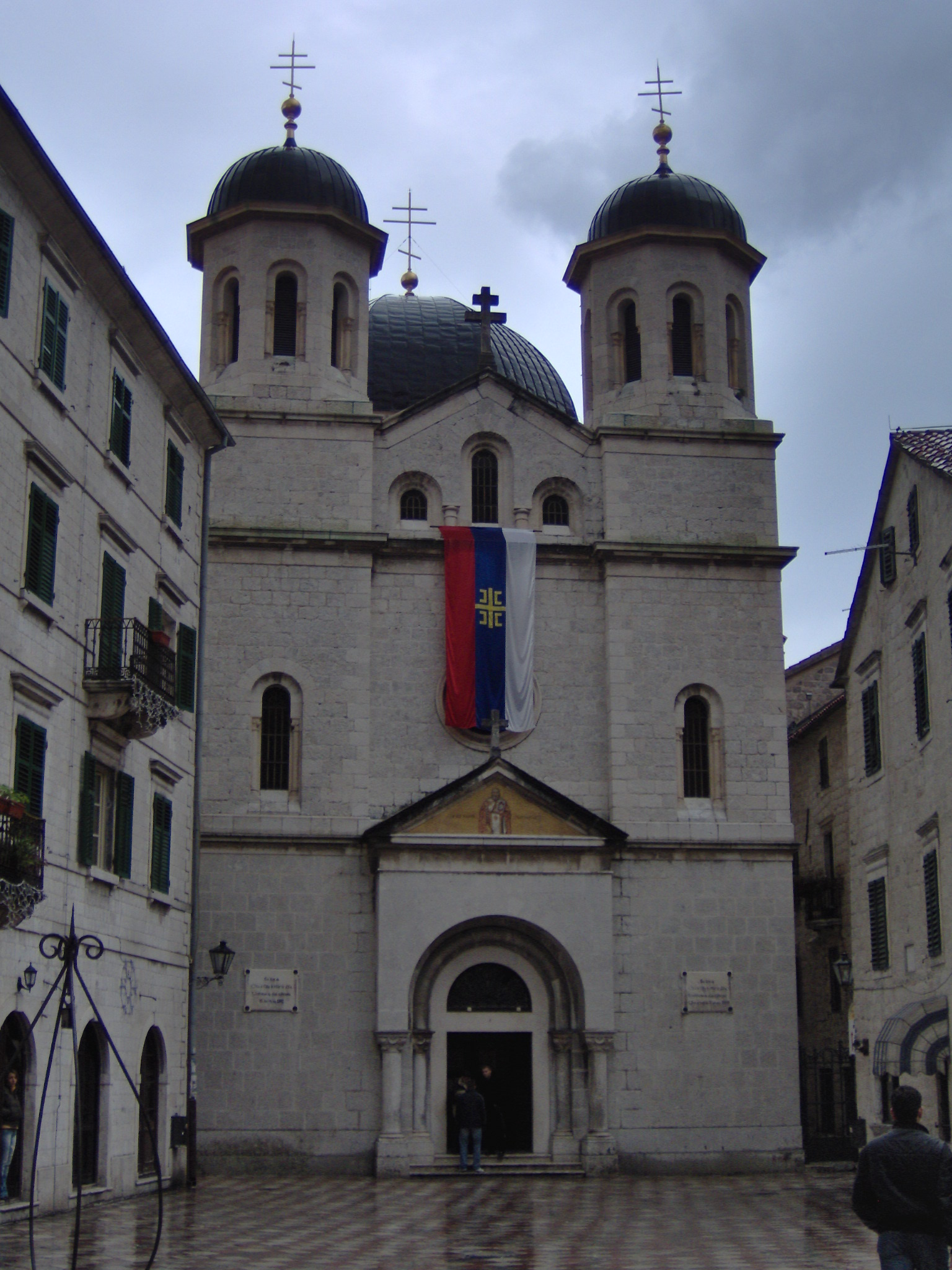
Ortodoxa katedralen i Kotor
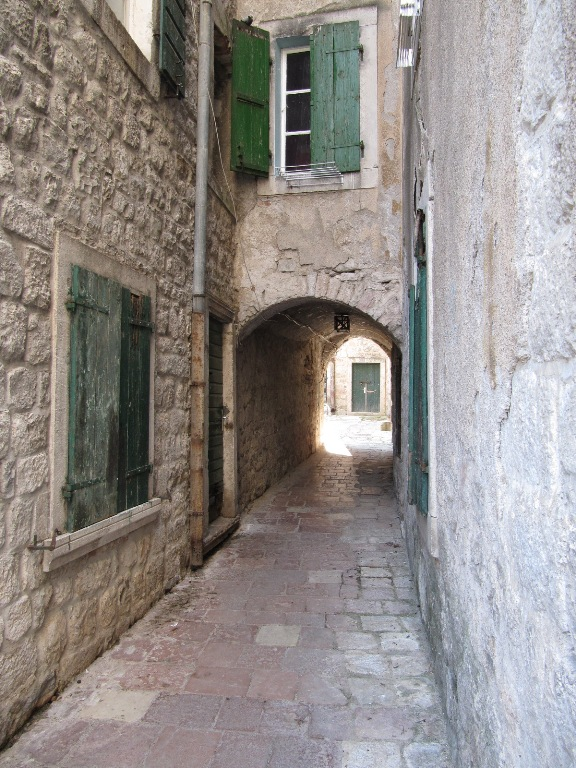
Gata i Kotor
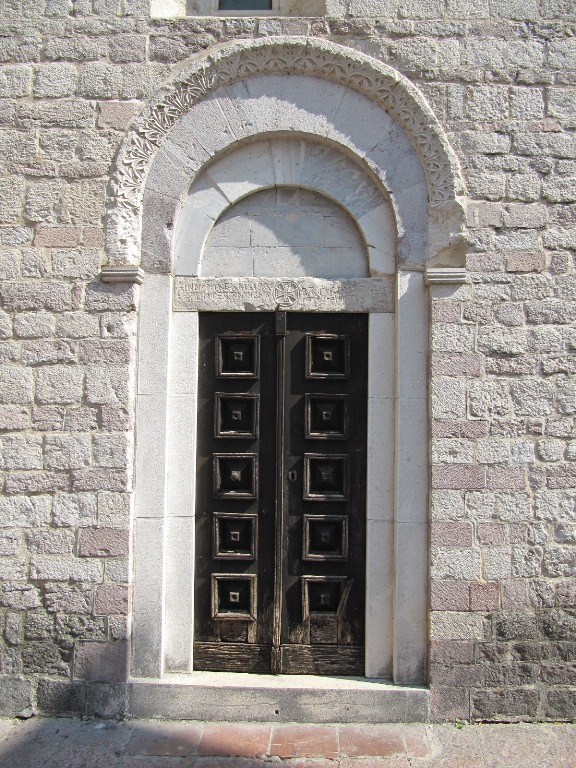
Dörr till en kyrka i Kotor
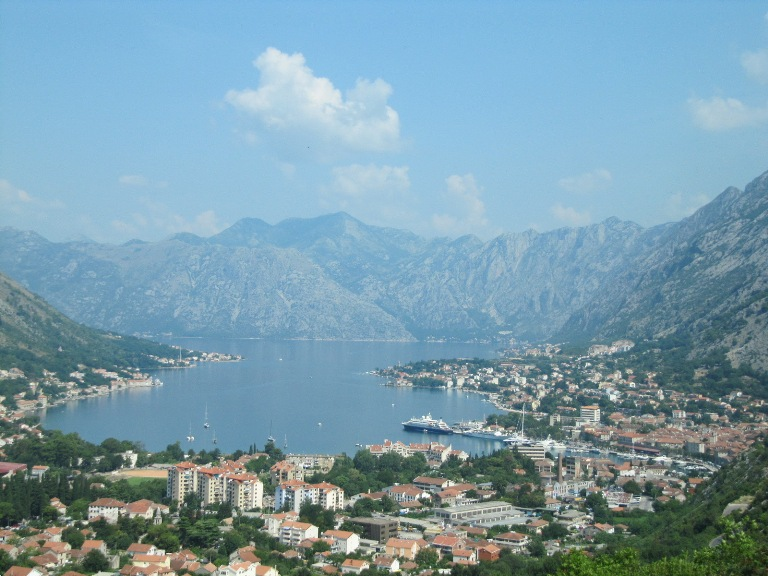
Kotorbukten uppifrån bergen
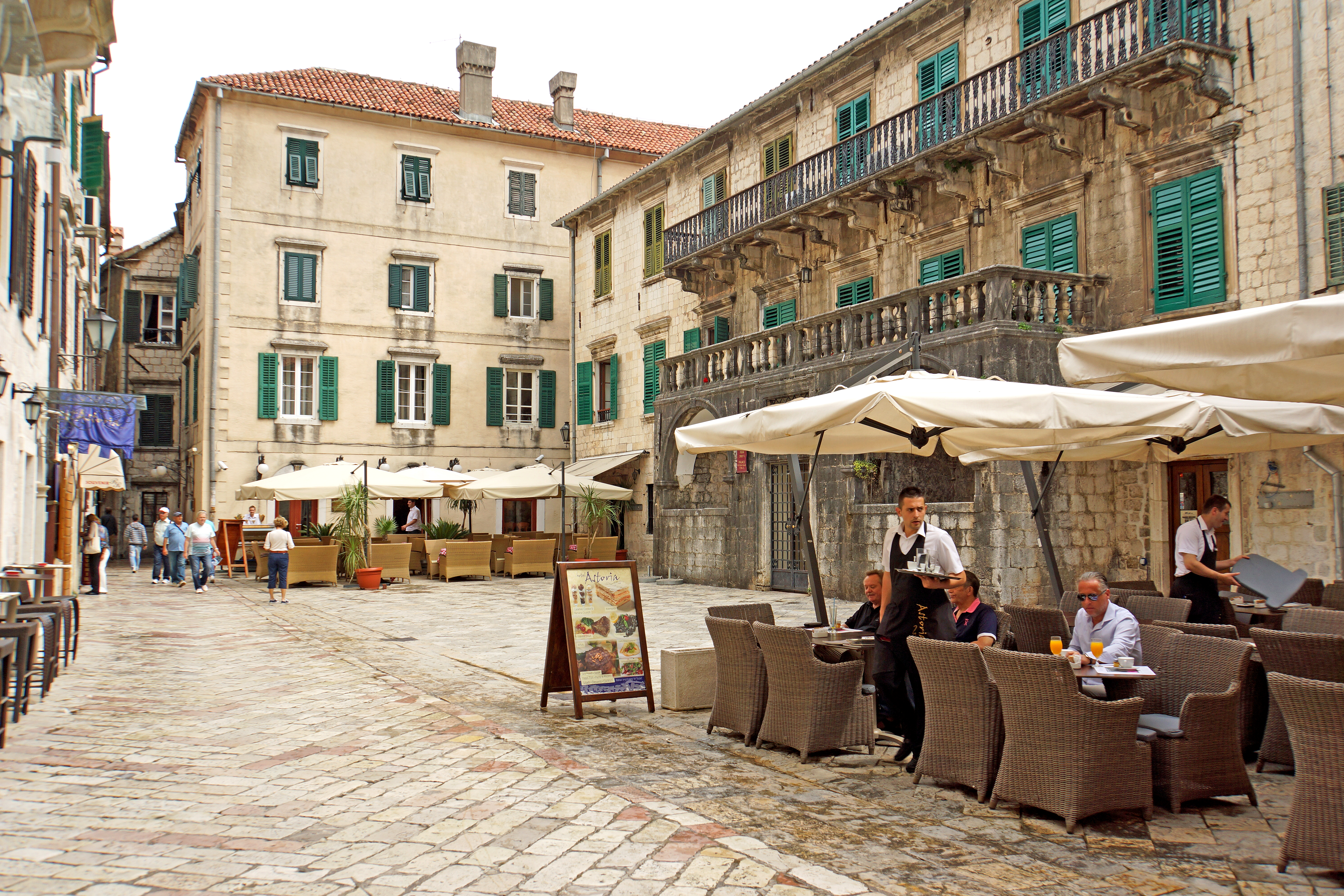
Flour Square i Kotor
Kotorbukten panorama